# Provinca Sánchez Ramírez
Sánchez Ramírez (španska izgovarjava: [ˈsantʃeθ ɾaˈmiɾeθ])  je provinca Dominikanske republike. Do leta 1952 je bila del skupne province s provinco Duarte. Poimenovana je po brigadirju Juanu Sánchezu Ramírezu, heroju Bitke pri Palu Hincadu leta 1808, v kateri so španski uporniki premagali francoskega okupatorja. 

## Občine in občinski okraji
Provinca je bila 20. junija 2006 razdeljena na naslednje občine in občinske okraje (D.M.-je):
- Cevicos
  - La Cueva (D.M.)
  - Platanal (D.M.)
- Cotuí
  - Quita Sueño (D.M.)
- Fantino
- La Mata
  - Angelina (D.M.)
  - La Bija (D.M.)

Spodnja tabela prikazuje števila prebivalstev občin in občinskih okrajev iz popisa prebivalstva leta 2012. Mestno prebivalstvo vključuje prebivalce sedežev občin/občinskih okrajev, podeželsko prebivalstvo pa prebivalce okrožij (Secciones) in sosesk (Parajes) zunaj okrožij.
| Občina                   | Skupno prebivalstvo | Mestno prebivalstvo | Podeželsko prebivalstvo |
| ------------------------ | ------------------- | ------------------- | ----------------------- |
| Cevicos                  | 12,589              | 4,285               | 8,304                   |
| Cotuí                    | 79,596              | 48,998              | 30,598                  |
| Fantino                  | 22,487              | 8,587               | 13,900                  |
| La Mata                  | 42,785              | 11,478              | 31,307                  |
| Provinca Sánchez Ramírez | 157,457             | 73,348              | 84,109                  |

Za celoten seznam občin in občinskih okrajev države, glej Seznam občin Dominikanske republike.  